# Phyllonorycter caryaealbella
Phyllonorycter caryaealbella là một loài bướm đêm thuộc họ Gracillariidae. Nó được tìm thấy ở Hoa Kỳ (bao gồm Georgia, Kentucky, Wisconsin và Florida).
Sải cánh dài khoảng 5 mm.
Ấu trùng ăn Carya illinoinensis và Carya ovata. Chúng ăn lá nơi chúng làm tổ. 